# Єгипет на Чемпіонаті світу з водних видів спорту 2015
Єгипет взяв участь у Чемпіонаті світу з водних видів спорту 2015, який пройшов у Казані (Росія) від 24 липня до 9 серпня.

## Стрибки у воду
Єгипетські стрибуни у воду кваліфікувалися на змагання з індивідуальних та синхронних стрибків у воду.
Чоловіки
| Спортсмен                         | Дисципліна                   | Попередні змагання | Попередні змагання | Півфінали       | Півфінали       | Фінал           | Фінал           |
| Спортсмен                         | Дисципліна                   | Очки               | Місце              | Очки            | Місце           | Очки            | Місце           |
| --------------------------------- | ---------------------------- | ------------------ | ------------------ | --------------- | --------------- | --------------- | --------------- |
| Юссеф Еззат                       | Трамплін, 1 метр             | 233.35             | 39                 | Н/Д             | Н/Д             | Завершив виступ | Завершив виступ |
| Емадельдін Абделлатіф             | Трамплін, 3 метри            | 313.50             | 52                 | Завершив виступ | Завершив виступ | Завершив виступ | Завершив виступ |
| Мохаб Ель-Корді                   | Трамплін, 3 метри            | 320.25             | 47                 | Завершив виступ | Завершив виступ | Завершив виступ | Завершив виступ |
| Юссеф Еззат                       | Вишка, 10 метрів             | 282.50             | 45                 | Завершив виступ | Завершив виступ | Завершив виступ | Завершив виступ |
| Мохаб Ель-Корді                   | Вишка, 10 метрів             | 276.90             | 46                 | Завершив виступ | Завершив виступ | Завершив виступ | Завершив виступ |
| Емадельдін Абделлатіф Юссеф Еззат | Синхронний трамплін, 3 метри | 320.13             | 20                 | Н/Д             | Н/Д             | Завершив виступ | Завершив виступ |

Жінки
| Спортсменка      | Дисципліна        | Попередні змагання | Попередні змагання | Півфінали        | Півфінали        | Фінал            | Фінал            |
| Спортсменка      | Дисципліна        | Очки               | Місце              | Очки             | Місце            | Очки             | Місце            |
| ---------------- | ----------------- | ------------------ | ------------------ | ---------------- | ---------------- | ---------------- | ---------------- |
| Маха Абдельсалам | Трамплін, 1 метр  | 203.45             | 31                 | Н/Д              | Н/Д              | Завершила виступ | Завершила виступ |
| Маха Абдельсалам | Трамплін, 3 метри | 198.10             | 45                 | Завершила виступ | Завершила виступ | Завершила виступ | Завершила виступ |
| Маха Абдельсалам | Вишка, 10 метрів  | 280.75             | 29                 | Завершила виступ | Завершила виступ | Завершила виступ | Завершила виступ |
| Хабіба Ашраф     | Трамплін, 1 м     | 201.65             | 32                 | Н/Д              | Н/Д              | Завершила виступ | Завершила виступ |
| Хабіба Ашраф     | Трамплін, 3 метри | 215.65             | 41                 | Завершила виступ | Завершила виступ | Завершила виступ | Завершила виступ |

Змішаний
| Спортсмени                       | Дисципліна                 | Фінал  | Фінал |
| Спортсмени                       | Дисципліна                 | Очки   | Місце |
| -------------------------------- | -------------------------- | ------ | ----- |
| Мохаб Ель-Корді Маха Абдельсалам | Синхронна вишка, 10 метрів | 207.63 | 20    |
| Мохаб Ель-Корді Маха Абдельсалам | Команда                    | 310.60 | 14    |

## Плавання на відкритій воді
Єгипет виставив повну команду в марафонських запливах на відкритій воді.
| Спортсмен                                  | Дисципліна        | Час       | Місце |
| ------------------------------------------ | ----------------- | --------- | ----- |
| Юссеф Хоссамельдін                         | 10 км (чоловіки)  | 1:54:22.5 | 49    |
| Адель Рагаб                                | 10 км (чоловіки)  | 1:55:41.5 | 50    |
| Реем Кассем                                | 10 км (жінки)     | 2:09:22.3 | 43    |
| Маріам Сакр                                | 10 км (жінки)     | OTL       | OTL   |
| Юссеф Хоссамельдін Реем Кассем Адель Рагаб | командні змагання | 1:02:13.1 | 21    |

## Плавання
Бенінські плавці виконали кваліфікаційні нормативи в дисциплінах, які наведено в таблиці (не більш як 2 плавці на одну дисципліну за часом нормативу A, і не більш як 1 плавець на одну дисципліну за часом нормативу B):
Чоловіки
| Спортсмен                                                      | Дисципліна                           | Попередній заплив | Попередній заплив | Півфінал        | Півфінал        | Фінал            | Фінал            |
| Спортсмен                                                      | Дисципліна                           | Час               | Місце             | Час             | Місце           | Час              | Місце            |
| -------------------------------------------------------------- | ------------------------------------ | ----------------- | ----------------- | --------------- | --------------- | ---------------- | ---------------- |
| Ахмед Акрам                                                    | 400 м вільним стилем                 | 3:48.07           | 15                | Н/Д             | Н/Д             | Завершив виступ  | Завершив виступ  |
| Ахмед Акрам                                                    | 800 м вільним стилем                 | 7:49.83           | 9                 | Н/Д             | Н/Д             | Завершив виступ  | Завершив виступ  |
| Ахмед Акрам                                                    | 1500 м вільним стилем                | 14:55.42          | 5 Q               | Н/Д             | Н/Д             | 14:53.66         | 4                |
| Омар Еїсса                                                     | 50 м батерфляєм                      | 24.63             | 40                | Завершив виступ | Завершив виступ | Завершив виступ  | Завершив виступ  |
| Омар Еїсса                                                     | 100 м батерфляєм                     | 53.68             | =35               | Завершив виступ | Завершив виступ | Завершив виступ  | Завершив виступ  |
| Марван Аль-Камаш                                               | 200 м вільним стилем                 | 1:47.87           | 17                | Завершив виступ | Завершив виступ | Завершив виступ  | Завершив виступ  |
| Марван Аль-Камаш                                               | 400 м вільним стилем                 | 3:48.15           | 16                | Н/Д             | Н/Д             | Завершив виступ  | Завершив виступ  |
| Юссеф Ель-Камаш                                                | 50 м брасом                          | 28.05             | 27                | Завершив виступ | Завершив виступ | Завершив виступ  | Завершив виступ  |
| Юссеф Ель-Камаш                                                | 100 м брасом                         | 1:02.01           | 35                | Завершив виступ | Завершив виступ | Завершив виступ  | Завершив виступ  |
| Мохамед Хуссейн                                                | 50 м на спині                        | 26.42             | =40               | Завершив виступ | Завершив виступ | Завершив виступ  | Завершив виступ  |
| Мохамед Хуссейн                                                | 100 м на спині                       | 55.85             | 36                | Завершив виступ | Завершив виступ | Завершив виступ  | Завершив виступ  |
| Мохамед Хуссейн                                                | 200 м комплексом                     | 2:00.22 NR        | 16 Q              | 2:01.41         | 16              | Завершив виступ  | Завершив виступ  |
| Алі Халафалла                                                  | 50 м вільним стилем                  | 22.88             | =33               | Завершив виступ | Завершив виступ | Завершив виступ  | Завершив виступ  |
| Алі Халафалла                                                  | 100 м вільним стилем                 | 50.84             | 53                | Завершив виступ | Завершив виступ | Завершив виступ  | Завершив виступ  |
| Ахмед Хамді Салем                                              | 400 м комплексом                     | 4:23.02           | 29                | Н/Д             | Н/Д             | Завершив виступ  | Завершив виступ  |
| Омар Еїсса Мохамед Хуссейн Марван Аль-Камаш Алі Халафалла      | естафета 4x100 метрів вільним стилем | 3:20.59           | 20                | Н/Д             | Н/Д             | Завершили виступ | Завершили виступ |
| Марван Аль-Камаш Мохамед Хуссейн Акрам Ахмед Ахмед Хамді Салем | естафета 4x200 метрів вільним стилем | 7:21.86           | 20                | Н/Д             | Н/Д             | Завершили виступ | Завершили виступ |
| Мохамед Хуссейн Юссеф Ель-Камаш Омар Еїсса Марван Аль-Камаш    | естафета 4x100 метрів комплексом     | 3:41.97           | 21                | Н/Д             | Н/Д             | Завершив виступ  | Завершив виступ  |

Жінки
| Спортсменка  | Дисципліна           | Попередній заплив | Попередній заплив | Півфінал         | Півфінал         | Фінал            | Фінал            |
| Спортсменка  | Дисципліна           | Час               | Місце             | Час              | Місце            | Час              | Місце            |
| ------------ | -------------------- | ----------------- | ----------------- | ---------------- | ---------------- | ---------------- | ---------------- |
| Маї Атеф     | 50 м брасом          | 32.14             | 36                | Завершила виступ | Завершила виступ | Завершила виступ | Завершила виступ |
| Фаріда Осман | 50 м вільним стилем  | 25.22             | =19               | Завершила виступ | Завершила виступ | Завершила виступ | Завершила виступ |
| Фаріда Осман | 100 м вільним стилем | 55:46             | 26                | Завершила виступ | Завершила виступ | Завершила виступ | Завершила виступ |
| Фаріда Осман | 50 м батерфляєм      | 26.33             | =12 Q             | 25.88 AF         | 6 Q              | 25.78 AF         | 5                |
| Фаріда Осман | 100 м батерфляєм     | 58.48 NR          | =16               | Завершила виступ | Завершила виступ | Завершила виступ | Завершила виступ |

## Синхронне плавання
Єгипет виставив команду з одинадцяти синхронізованих плавців змагатися в кожній з наступних дисциплін.
Жінки
| Спортсменка | Дисципліна               | Попередні змагання | Попередні змагання | Фінал            | Фінал            |
| Спортсменка | Дисципліна               | Очки               | Місце              | Очки             | Місце            |
| --- | ------------------------ | ------------------ | ------------------ | ---------------- | ---------------- |
| Рім Абдальазім | соло, технічна програма  | 74.2780            | 19                 | Завершили виступ | Завершили виступ |
| Рім Абдальазім | соло, довільна програма  | 76.1667            | 19                 | Завершили виступ | Завершили виступ |
| Самія Ахмед Дара Хассаніен | дует, технічна програма  | 75.1661            | 23                 | Завершили виступ | Завершили виступ |
| Самія Ахмед Дара Хассаніен | дует, довільна програма  | 77.0667            | 22                 | Завершили виступ | Завершили виступ |
| Наріма Абдельхафіз Лейла Абдельмоез* Сальма Ахмед Самія Ахмед Джомана Ель-Маграбі Дара Хассаніен Нур Мунір Зольфея Мостафа* Нада Саафан Неха Саафан | група, технічна програма | 73.6496            | 17                 | Завершили виступ | Завершили виступ |
| Наріма Абдельхафіз Лейла Абдельмоез* Сальма Ахмед Самія Ахмед Джомана Ель-Маграбі Дара Хассаніен Нур Мунір Зольфея Мостафа* Нада Саафан Неха Саафан | група, довільна програма | 77.7000            | 15                 | Завершили виступ | Завершили виступ |